# Wilhelm Stump
Wilhelm Stump (* 14. August 1890 in Kandern; † 21. Juli 1963 in Lörrach) war ein deutscher Politiker der SPD.

## Leben und Beruf
Stump wuchs als Stiefsohn eines Müllers auf. Er besuchte die Volksschule in Kandern und die Gewerbeschule. Er absolvierte die Lehre zum Mechaniker und übte den erlernten Beruf in Gaggenau und Frankfurt am Main aus. 1908 schloss er sich dem Deutschen Metallarbeiter-Verband an.
Am 22. August 1944 wurde er im Rahmen der Aktion Gewitter durch die Gestapo verhaftet. Seine sogenannte „Schutzhaft“ verbrachte er zunächst in Lörrach, bevor er Tags darauf ins KZ Natzweiler überführt wurde. Später saß er im KZ Dachau und zuletzt im KZ Mauthausen. Am 31. Oktober 1944 wurde er aus der Haft entlassen.

## Politik
1914 trat Stump in die SPD ein. Innerhalb der Partei baute er nach dem Ersten Weltkrieg das Arbeitersportkartell in Kandern auf und war dessen Vorsitzender. Ab 1926 gehörte er dem Bürgerausschuss und dem Gemeinderat von Kandern an. 1946 wurde er zum Bürgermeister von Kandern gewählt, dieses Amt übte er bis 1957 aus. Daneben gehörte er auch dem Kreistag des Landkreises Müllheim an.
Am 12. November 1948 rückte er für den verstorbenen Abgeordneten Marcel Nordmann in den Badischen Landtag nach, dem er bis zu dessen Auflösung 1952 angehörte. Von 1952 bis 1956 war er Mitglied der Verfassunggebenden Landesversammlung bzw. Abgeordneter des baden-württembergischen Landtages.